# پروانه احمدی
پروانه احمدی (زاده ۱۰ تیر ۱۳۵۲ در تهران) بازیگر سینما، تلویزیون و تئاتر ایران است.

## زندگی هنری
وی در ابتدا با گروه‌های تئاتر مدرسه وارد عرصه هنر شد؛ و پس از آموختن هنر بازیگری در نزد حمید سمندریان به صورت جدی وارد این عرصه شد. همچنین وی با کارگردان‌هایی همچون، مجید مجیدی، کیانوش عیاری، مهدی فخیم زاده، محمدحسین لطیفی، یدالله صمدی، داریوش فرهنگ، داوود میرباقری همکاری داشته‌است.

## فیلم‌شناسی

### سینما
1. عشق شیشه‌ای (۱۳۷۸)
2. ساحره (۱۳۷۶)
3. دفتری از آسمان (۱۳۷۸)
4. سفره ایرانی (۱۳۷۹)
5. شهر آشوب (۱۳۸۴)
6. به همین سادگی (۱۳۸۶)

## تلویزیون
| سال  | مجموعه تلویزیونی    | کارگردان                       | توضیحات           |
| ۱۳۷۵ | پانزده مسافر        | مهدی طاهری                     | شبکه ۱            |
| ۱۳۷۵ | برگ سبز             | علی شوقیان                     | شبکه ۱۵۰ قسمت     |
| ۱۳۷۶ | ولایت عشق           | مهدی فخیم زاده                 | شبکه ۱۳۰ قسمت     |
| ۱۳۷۷ | کت جادویی           | محمدحسین لطیفی                 | شبکه ۳۲۶ قسمت     |
| ۱۳۷۷ | باغ کوچک بی بی گل   | مهدی قاسمی                     | شبکه ۱            |
| ۱۳۷۷ | ماجراهای خانه قدیمی | اسماعیل میهن دوست              | شبکه ۱            |
| ۱۳۷۸ | تنها در تاریکی      | مسعود رشیدی                    | شبکه ۲            |
| ۱۳۷۹ | این گروه پلیس       | علی قوی تن                     | شبکه تهران        |
| ۱۳۷۹ | وکیل محله           | اسماعیل میهن دوست              | شبکه ۱            |
| ۱۳۸۰ | حجر بن عدی          | تاجبخش فنائیان                 | شبکه ۱۱۲ قسمت     |
| ۱۳۸۱ | باران عشق           | احمد امینیفریدون حسن پور       | شبکه تهران۱۳ قسمت |
| ۱۳۸۴ | راه شب              | داریوش فرهنگ                   | شبکه ۳۲۶ قسمت     |
| ۱۳۸۵ | مار و پله           | محسن یوسفی                     | شبکه ۲۱۰ قسمت     |
| ۱۳۸۵ | تا صبح              | مجید جوانمردمحمدعلی باشه آهنگر | شبکه تهران۲۰ قسمت |
| ۱۳۸۷ | پس از سال‌ها         | اکبر خواجویی                   | شبکه ۳۱۸ قسمت     |
| ۱۳۹۱ | زمانه               | حسن فتحی                       | شبکه ۳۴۹ قسمت     |

### تئاتر
1. من و مستانه(۱۳۸۴)
2. سلیمان نبی(۱۳۸۶)
3. دایره گچی قفقازی(۱۳۷۵)
4. معرکه در معرکه(۱۳۷۶)
5. تو این خونه کی به کیه؟ (۱۳۷۵)
6. راز یک خزان(۱۳۷۳)